# Милованов, Олег Иванович
Олег Иванович Милованов (23 октября 1982, Орёл) — российский биатлонист, чемпион и призёр чемпионатов России, чемпион мира и призёр чемпионата Европы среди юниоров. Мастер спорта России международного класса.

## Биография
Первый тренер — В. М. Кураков, также тренировался у Александра Михайловича Голубева. Представлял «Академию биатлона» (Красноярск).

### Юниорская карьера
На чемпионате мира среди юниоров 2003 года в Косцелиско стал победителем в эстафете в составе сборной России вместе с Николаем Козловым, Сергеем Садовниковым и Максимом Чудовым. На этом же турнире стал 28-м в спринте, четвёртым — в гонке преследования и пятым — в индивидуальной гонке. На юниорском чемпионате Европы 2003 года в Форни-Авольтри завоевал две бронзовые награды — в эстафете и гонке преследования, а в спринте финишировал пятым.

### Взрослая карьера
В сезонах 2003/04 и 2004/05 выступал на Кубке Европы, дебютировал на этапе в итальянском Бруссоне, заняв 23-е место в спринте. Лучший результат в личных видах показал в сезоне 2004/05, заняв пятое место в спринте на этапе в Обертиллиахе. В сезоне 2003/04 поднимался на подиум на этапе в Мерибеле, заняв второе место в эстафете.
На уровне чемпионата России становился чемпионом в 2005 году в масс-старте и в 2007 году в командной гонке. Неоднократно выигрывал серебряные и бронзовые медали чемпионата страны.
Завершил спортивную карьеру в конце 2000-х годов.

## Личная жизнь
Окончил Московский университет МВД РФ (2004).